# Oscar Pettiford
Oscar Collins Pettiford (30. september 1922 i Oklahoma USA – 8. september 1960 i København, Danmark) var en amerikansk kontrabassist og cellist. 
Pettiford var innovatør i beboppen. Han var også en af de første til at bruge celloen i jazz. Han spillede med bl.a. Charlie Parker, Bud Powell, Dizzy Gillespie, Stan Getz, Ben Webster og Coleman Hawkins. 
Pettiford flyttede til København i 1958, hvor han akkompagnerede mange af de lokale musikere, samt gæstende amerikanske jazzmusikere.
Pettiford medvirkede sammen med Stan Getz i Svend Methlings film Soldaterkammerater fra 1958.
Han levede de sidste to år af sit liv i København , hvor han havde stor indflydelse på det danske jazzmiljø. Oscar Pettiford ligger begravet på Frederiksberg gamle kirkegård. Det var blevet vedtaget, at hans grav skulle sløjfes og arbejdet var allerede kommet så vidt, at stenen var blevet fjernet. Men tiltaget blev standset og graven fredet på initiativ af bl.a. de danske bassister Hugo Rasmussen og Erik Moseholm.
På Sluseholmen i København bærer en vej Oscar Pettifords navn.